# Município de Windsor (condado de Lawrence, Ohio)
O município de Windsor (em inglês: Windsor Township) é um município localizado no condado de Lawrence no estado estadounidense de Ohio. No ano de 2010 tinha uma população de 2.147 habitantes e uma densidade populacional de 21,17 pessoas por km².

## Geografia
O município de Windsor encontra-se localizado nas coordenadas 38° 32′ 48″ N, 82° 24′ 59″ O. Segundo o Departamento do Censo dos Estados Unidos, o município tem uma superfície total de 101.4 km², da qual 100,94 km² correspondem a terra firme e (0,45 %) 0,46 km² é água.

## Demografia
Segundo o censo de 2010, tinha 2.147 habitantes residindo no município de Windsor. A densidade populacional era de 21,17 hab./km². Dos 2.147 habitantes, o município de Windsor estava composto pelo 98,98 % brancos, o 0,14 % eram amerindios, o 0,23 % eram asiáticos, o 0,05 % eram de outras raças e o 0,61 % eram de uma mistura de raças. Do total da população o 1,02 % eram hispanos ou latinos de qualquer raça.